# Emil Huschke
Emil Huschke, född 14 december 1797 i Weimar, död 19 juni 1858 i Jena, var en tysk anatom och fysiolog. 
Huschke blev 1838 ordinarie professor i anatomi och fysiologi vid Jena universitet. Redan som ung hade han anslutit sig till den naturfilosofiska riktningen, som då stod i full blomning, utan att dock i sina morfologiska och fysiologiska arbeten låta denna inverka på den exakta forskningen. 
Bland Huschkes många arbeten bör framhållas hans bearbetning av läran om inälvorna och sinnesorganen (i Samuel Thomas von Sömmerrings "Anatomische Encyklopädie"), hans undersökningar över huvudskålen, hjärnan och själen hos människan och de högre djuren i Schädel, Hirn und Seele des Menschen und der Thiere (1854) samt hans embryologiska verk, såsom De embryologia hominis (1820) och Ueber die Umbildung des Darmkanales und des Kröses bei den Froschquappen (1825).